# Hrvatski svijet
Hrvatski svijet je hrvatski iseljenički dnevni list koji izlazi u New Yorku od 1908. godine. Od 2. srpnja 1908. do 3. studenoga 1917. izlazi kao dnevni list.
Bio je neodvisni dnevnik Hrvatskih radnika u Americi, a od 1916. nosio je u podnaslovu i dodatak "the greatest Croatian daily newpaper" (hrv. najveći hrvatski dnevni list), a u naslovu je stajalo i "Hrvatski svijet = The Croatian world : glasilo Jugoslovenskih radnika u Americi : [the greatest Southern Slav daily newspaper]".
Uređivali su ga Ivan Krešić, G. Rački, Milan Petrak te Niko Gršković. 
Prestaje izlaziti po ovim imenom početkom studenoga (br. 2479) 1917. godine te zajedno s novinama Hrvatskom zastavom iz Chicaga i "Slovenskim svetom", počinje izlaziti pod nazivom "Jugoslovenski svijet" (New York).
Zajedničko je izlaženje potrajalo do 1944. godine, od kada opet izlazi posebni Hrvatski svijet. Obnovljeni samostalni list izlazio je triput tjedno (1946. – 1947.) te poslije polutjedno. Usporedni naslov je Croatian world. Uređivao ga je Anton Tanasković.